# Ligia oceanica
La cochinilla marina (Ligia oceanica) es una especie de crustáceo isópodo de la familia Ligiidae.

## Distribución geográfica
Se distribuye por el Atlántico: desde las costas de Islandia y Noruega hasta las costas de Canarias y en la costa noreste de Estados Unidos, y por el Mediterráneo.